# Kazimierz Grocholski
Kazimierz Grocholski, herbu Nałęcz (ur. 1815 w Rożyskach, zm. 10 grudnia 1888 w Opatii) – ziemianin, działacz gospodarczy i polityk, przywódca "podolaków", poseł na Sejm Krajowy Galicji i do austriackiej Rady Państwa, pierwszy minister do spraw Galicji (od 1871)

## Życiorys
Studiował prawo na uniwersytetach we Lwowie i Wiedniu, gdzie uzyskał tytuł doktora (1839). W okresie studiów był członkiem  lwowskiego węglarstwa i Stowarzyszenia Ludu Polskiego. W tym ostatnim był członkiem rady obwodowej lwowskiej i przewodniczącym Komitetu Akademickiego we Lwowie. Należał w nich do działaczy umiarkowanych, zwalczających tendencje radykalne. Po studiach pracował jako urzędnik-praktykant w Prokuratorii Skarbu we Lwowie (1840–1842). Aresztowany za udział w nielegalnych organizacjach w l. 1842–1845 był więziony. Po umorzeniu śledztwa wyjechał z Galicji i mieszkał w majątku żony Bułaszowie na Wołyniu (1845–1847).
Po powrocie do Galicji od 1847 gospodarował w zakupionym majątku Rożyska w pow. skałackim. Aktywny w okresie Wiosny Ludów. Członek Obwodowej Rady Narodowej w Tarnopolu. W okresie rządów reakcji wycofał się z życia politycznego i gospodarował w swoim majątku. W latach 1850–1871 rzeczoznawca dóbr ziemskich w Sądzie Obwodowym w Tarnopolu. Od 1851 był członkiem Galicyjskiego Towarzystwa Gospodarskiego, od 16 lutego 1868 do 24 czerwca 1870 jego prezesem. Był przeciwnikiem komasacji gruntów chłopskich i negował możliwość ekonomicznego rozwoju gospodarstw chłopskich. Członek pierwszej rady nadzorczej Towarzystwa Wzajemnych Ubezpieczeń w Krakowie (1860–1864, zarządu Krakowskiej Kasy Oszczędności (1868–1870) był także członkiem Galicyjskiego Towarzystwa Kredytowego Ziemskiego w latach 1869–1870 delegatem na walne zgromadzenie. Był członkiem Towarzystwa Gimnastycznego „Sokół” we Lwowie w 1867 roku. Współzałożyciel liberalno-ziemiańskiego pisma "Głos". Był początkowo przeciwnikiem powstania styczniowego – m.in. w 1862 odmówił uczestnictwa w organizacji "białych". Po jego wybuchu zmienił stanowisko i wzywał Austrię do zaangażowania się w sprawę polską.
W okresie walki o autonomię i autonomii galicyjskiej stał się jednym z bardziej znanych polityków galicyjskich. Był posłem do Sejmu Krajowego Galicji I kadencji (15 kwietnia 1861 – 31 grudnia 1866), II kadencji (18 lutego 1867 – 13 listopada 1869), III kadencji (20 sierpnia 1870 – 26 kwietnia 1876), wybieranym z kurii I w okręgu wyborczym nr 7 (tarnopolski) oraz IV kadencji (8 sierpnia 1877 – 21 października 1882) i V kadencji (15 września 1883 – 10 grudnia 1888), wybieranym z kurii IV w okręgu wyborczym nr 39 (Skałat-Grzymałów). W Sejmie Krajowym pełnił funkcję sekretarza sejmu (1861–1866), a następnie przewodniczył w najważniejszych komisjach: administracyjnej, gminnej, adresowej. Przyczynił się do opracowania ustaw: gminnej, szkolnej, propinacyjnej, drogowej, łowieckiej, które uprzywilejowały ziemiaństwo kształtując na długo rzeczywistość galicyjską. Bronił tego ustawodawstwa przed najmniejszymi zmianami na forum Sejmu. Zdobył wtedy popularność wśród ziemian podolskich jako obrońca szlacheckiej autonomii Galicji, zagrożonej przez centralizm wiedeński. Był tzw. "ojcem" rezolucji z 24 września 1868. W celu wzmocnienia swego stanowiska politycznego powołał w 1870 do życia Centralny Komitet Wyborczy. Od 1877 przewodził ugrupowaniu “podolaków”, uważając że otrzymany już zakres autonomii wystarczy dla utrzymania rządów ziemiańskich w kraju. W 1881 doprowadził do zjednoczenia swego ugrupowania ze stańczykami stając się zarazem liderem całej prawicy. Był także zastępcą marszałka krajowego oraz członkiem Wydziału Krajowego (1867–1869), gdzie prowadził departament gminny. Kazimierz Chłędowski tak go charakteryzował: postać jego nadzwyczaj charakterystyczna: wysoki, chudy, pochylony, trochę łysawy, z szeroką kościstą twarzą, krótkimi wąsami, jakby ze szczeciny, długimi brwiami, spojrzeniem poważnym, ostrym. Ubierał się po polsku, cała postać, ciężki chód, zdradzały człowieka twardego, upartego, nie światowego, nie rozumiejącego się na żartach. Nie przypominam sobie, abym widział Grocholskiego śmiejącego się, natomiast gdy mu się coś nie podobało, strzygł jak zając wąsami i spoglądał spod oka. W obejściu szorstki, prawie niegrzeczny, w interesach formalista. Jako członek Wydziału Krajowego najgorzej się zapisał w pamięci urzędników. Stał się gorszym biurokratą od najzajadlejszych urzędników skarbowych, którzy za aktami osiwieli a urzędników Wydziału Krajowego traktował jak ekonomów (...) Grocholski był typem podolskiego szlachcica polskiego, który miał wszystkie wyobrażenia i zalety Polaka, ale od Rusinów wziął chytrość i przebiegłość.
Był także posłem do austriackiej Rady Państwa I kadencji (11 maja 1861 – 20 września 1865), II kadencji (22 października 1868 – 15 września 1869, 14 grudnia 1869 – 31 marca 1870), III kadencji (15 września 1870 – 10 sierpnia 1871), IV kadencji (27 grudnia 1871 – 21 kwietnia 1873), wybieranym przez Sejm Krajowy z kurii I (większej własności). Po zmianie ordynacji był nadal posłem w okresie V kadencji (10 listopada 1873 – 22 maja 1879), wybranym z kurii I w okręgu wyborczym nr 20 (Tarnopol-Zbaraż-Skałat-Trembowla), a także VI kadencji (07 października 1879 – 23 kwietnia 1885) i VII kadencji (22 września 1885 – 10 grudnia 1888) wybieranym w kurii IV (gmin wiejskich) w okręgu wyborczym nr 27 (Tarnopol-Mikulińce-Zbaraż-Nowe Sioło-Skałat). Należał do grupy posłów konserwatywnych – "podolaków" w Kole Polskim (1861–1888). Był pierwszym prezesem Koła – funkcję tę sprawował w latach 1861–1865, 1868–1871, 1873–1888. W Kole Polskim utrzymywał żelazną dyscyplinę, nie dopuszczając posłów niezależnych do wystąpienia na plenum. Na forum parlamentu współpracował ze skrajną prawicą i po obaleniu rządów liberałów został pierwszym ministrem dla Galicji w gabinecie Karla Hohenwarta (11 kwietnia – 25 października 1871). Jako minister dla spraw Galicji niczym szczególnym się nie zasłużył, gdyż ministerstwo to zostało ustanowione raczej dla dekoracji. Dopiero drugi z kolei minister dla spraw Galicji Florian Ziemiałkowski przy dużej pomocy Grocholskiego wywalczył określenie funkcji swojego ministerstwa i ustanowienie, że każdy ważniejszy akt dotyczący Galicji musiał mu być przedłożony do podpisu. W okresie swego ministrowania przeprowadził jednak m.in. spolszczenie wykładów na Uniw. Lwowskim. Po przejściu do opozycji występował w obronie autonomii galicyjskiej (1873) oraz konkordatu i uposażenia duchowieństwa, a przeciw rozwodom i legalizacji masonerii (1874). Mimo secesji grupy Ottona  Hausnera w 1878 protestujących przeciwko popieraniu rządu w 1881 po zjednoczeniu podolaków ze stańczykami wzmocnił jeszcze swoją pozycję w Kole Polskim. Zrezygnował wówczas ze stawiania sprawy polskiej i popierał konsekwentnie rząd Eduarda Taaffego.
Jeden z jego najbliższych współpracowników Wojciech Dzieduszycki pozostawił taką charakterystykę Grocholskiego: był to człowiek przede wszystkim polityczny i na wskróś polityczny. Od czasu jak życie konstytucyjne nastało w Austrii, odłożył na bok wszystkie sprawy osobiste i domowe, i poświęcił się cały jedynie sprawie publicznej. Jak długo mu zdrowia stało, zajmował się polityką w każdym dniu życia swego i w każdej godzinie każdego dnia; nie chodził do teatru, nie czytał nic nad to, co się tyczyło spraw politycznych, a nawet towarzyskie zabawy służyły mu tylko do dopięcia politycznych celów. Na pozór odmówiła mu natura tego wszystkiego, co może zapewnić polityczne powodzenie. Z powierzchowności był podobny do owych tatarskich bejów, od których wywodzi swój ród starożytny dom Grocholskich, a sztywna powaga nie dodawała uroku jego postaci. Mówiąc jąkał się, i ani po niemiecku ani nawet po polsku nie mówił poprawnie; literackich zdolności nie miał wcale, może i nie rozumiał literackiego polotu, choć szanował każdą zasługę w narodzie; w publicystykę się nie wdawał, dzienników nie lubił i lekceważył je sobie; gardził tym, co nazywano opinią publiczną; uważał, że istotę uczuć narodu stanowią tylko przywiązanie do ojczyzny i do wiary przodków, a że chwilowe prądy w narodzie bywają rzeczą sztuczną i pozbawioną istotnej siły. Grocholskiego obchodziła tylko opinia ludzi, jak on politycznych, i na nią umiał wpływać swą powagą i niedostępnością, dokładnym poinformowaniem o każdej sprawie bieżącej, czasem gorącem słowem patriotycznym, czasem zaciętą walką, osobistą niemal, z przeciwnikiem. To też od razu zdobył sobie naczelne stanowisko i w Sejmie i w Radzie Państwa i do końca umiał je zachować, a na nim nieraz przeprowadzić swoją wolę. Chociaż bywał w czymś pobity, nie ustępował, wytrwale rzecz niepomyślną poprawiał, ze zwycięskim przeciwnikiem umiał się godzić, aby wraz z nim dalej pracować, aby go zaś nagiąć do swojej myśli, zajmował takie stanowisko, że często nawet przeciwników zmuszał do nieszczerej ale głośnej pochwały.
Od 1884 ograniczył swą aktywność, gdyż dotknął go atak apopleksji. Spędzał wówczas wiele czasu w kurortach w Meranie i Abacji. W tej ostatniej zmarł nagle w 1888.

## Rodzina
Urodził się w rodzinie ziemiańskiej, syn rotmistrza austriackiego Feliksa i Józefy z Grzymałów. W r. 1843 ożenił się z ziemianką z Wołynia Anielą z Kossowskich. Dzieci nie mieli.

## Wyróżnienia
17 grudnia 1878 otrzymał honorowe obywatelstwo Jasła. Uchwałą Rady Miejskiej w Sanoku z 8 lutego 1882 przyznano mu tytuł honorowego obywatelstwa Sanoka.